# Giacomo Losi
Giacomo Losi (Soncino, Provincia de Cremona, Italia, 10 de septiembre de 1935-Roma, 4 de febrero de 2024) fue un futbolista y director técnico italiano. Se desempeñaba en la posición de defensa.

## Selección nacional
Fue internacional con la selección de fútbol de Italia en 11 ocasiones. Debutó el 13 de marzo de 1960, en un encuentro amistoso ante la selección de España que finalizó con marcador de 3-1 a favor de los españoles.

### Participaciones en Copas del Mundo
| Mundial                        | Sede  | Resultado    |
| ------------------------------ | ----- | ------------ |
| Copa Mundial de Fútbol de 1962 | Chile | Primera fase |

## Clubes

### Como futbolista
| Club              | País   | Año       |
| ----------------- | ------ | --------- |
| U. S. Cremonese   | Italia | 1952-1954 |
| A. S. Roma        | Italia | 1954-1969 |
| A. S. Tevere Roma | Italia | 1969-1970 |

### Como entrenador
| Club               | País   | Año       |
| ------------------ | ------ | --------- |
| A. S. Tevere Roma  | Italia | 1970      |
| A. S. Avellino     | Italia | 1972      |
| F. C. Turris       | Italia | 1972-1973 |
| U. S. Lecce        | Italia | 1973-1974 |
| U. S. Salernitana  | Italia | 1974-1975 |
| Alessandria Calcio | Italia | 1975      |
| A. S. Bari         | Italia | 1976-1978 |
| Banco di Roma      | Italia | 1978-1980 |
| Piacenza Calcio    | Italia | 1980-1981 |
| Virtus Casarano    | Italia | 1981-1982 |
| A. S. Nocerina     | Italia | 1982-1983 |
| Latina             | Italia | 1983-1984 |
| Juve Stabia        | Italia | 1985-1986 |

## Palmarés

### Campeonatos nacionales
| Título      | Club       | País   | Año     |
| ----------- | ---------- | ------ | ------- |
| Copa Italia | A. S. Roma | Italia | 1963-64 |
| Copa Italia | A. S. Roma | Italia | 1968-69 |

### Copas internacionales
| Título         | Club       | País   | Año     |
| -------------- | ---------- | ------ | ------- |
| Copa de Ferias | A. S. Roma | Italia | 1960-61 |